# 李夢辰
李夢辰（？—1642年），字元居，河南睢州（今睢縣）人，明朝政治人物，崇禎戊辰進士，官至通政使，削籍鄉居。李自成破睢州，夢辰自盡殉國。

## 生平
戶部尚書李汝華之侄，崇禎元年（1628年）登戊辰科進士。授庶吉士，改兵科給事中。崇禎五年（1632年）上疏言：「中外交訌，秦、晉、齊、魯多亂，兩河居中尤要地。鉛硝久市直未償，漕米歲輸累無已，宗祿並征，南陽加派，河決歲歉，郵傳催科之患百出，民室如懸罄，生計日不支，急難誰肯用命？兩河標兵、磁兵，新舊不滿七千，一有警，防御何資？今日之務急防河，繕城，備器，練鄉兵，治甲冑，尤以收拾人心為本。」累遷至通政使。
崇禎十五年（1642年）春，李自成攻陷西華，屠殺陳州，近逼睢州。時州缺正官，夢辰歸，即乘城主守。敌军從他門進入，擁夢辰見农民军将领羅汝才。汝才問所欲，夢辰說：「我大臣，但欲死爾。」汝才又遣人勸降，並送酒給他。夢辰覆杯於地，太息起，扼吭而卒。其妻王氏，正在病中，聞之，不食死。

## 延伸阅读
[在维基数据编辑]
 《明史卷二百六十四》，出自《明史》